# Ageniaspis citricola
Ageniaspis citricola är en stekelart som beskrevs av Logvinovskaya 1983. Ageniaspis citricola ingår i släktet Ageniaspis och familjen sköldlussteklar.
Artens utbredningsområde är:
- Bahamas.
- Kuba.
- Frankrike.
- Grekland.
- Honduras.
- Italien.
- Marocko.
- Israel.
- Peru.
- Polen.
- Réunion.
- Spanien.
- Taiwan.
- Thailand.
- Tunisien.
- Venezuela.
- Vietnam.

Inga underarter finns listade i Catalogue of Life.